# Idol (film 1998)
Idol (ang. Velvet Goldmine) – amerykańsko-brytyjski dramat muzyczny z 1998 roku w reżyserii Todda Haynesa.
Zdjęcia do filmu powstały w Londynie (m.in. Spitalfields, teatr Hackney Empire, Brixton Academy, Croydon, Blackheath, ratusz dzielnicy Bethnal Green, Chiswick House) oraz w posiadłości Mentmore Towers w hrabstwie Buckinghamshire.

## Zarys fabuły
Lata 80. XX wieku: Właśnie mija dziesiąta rocznica spektaklu z udziałem Briana Slade'a (Jonathan Rhys-Meyers), gwiazdy glam rocka, który odegrał podczas koncertu scenę własnej śmierci. Fikcyjne zabójstwo miało być elementem kreacji wizerunku artysty, wkraczającego do stref zakazanych, łamiącego kolejne tabu, szokującego swym ubiorem i stylem. Stało się jednak początkiem końca spektakularnej kariery. Dziennikarz Arthur Stuart (Christian Bale) otrzymuje polecenie napisania jubileuszowej notki, przybliżającej historię fenomenalnego wzlotu i tragicznego upadku. Arthur, który w młodości był wielkim fanem Slade'a, potraktował zadanie bardzo poważnie. Odnajduje ludzi, którzy znali charyzmatycznego muzyka. Stara się z opowiadanych przez nich historii wydobyć okruchy prawdy o życiu gwiazdora i poznać przyczynę jego tajemniczego zniknięcia. Czy jednak jest to w ogóle możliwe? Czy Slade był autentyczną osobowością, czy tylko wykreowanym przez siebie fikcyjnym wizerunkiem?

## Obsada
- Ewan McGregor jako Curt Wild
- Jonathan Rhys-Meyers jako Brian Slade
- Christian Bale jako Arthur Stuart
- Toni Collette jako Mandy Slade
- Eddie Izzard jako Jerry Devine
- Emily Woof jako Shannon
- Brian Molko jako Malcolm
- Michael Feast jako Cecil
- Micko Westmoreland jako Jack Fairy

## Ścieżka dźwiękowa
Na potrzeby filmu został utworzony zespół The Venus in Furs, który swoją nazwą zawdzięcza piosence Velvet Underground pod tytułem "Venus in Furs", której słowa nawiązują do noweli Wenus w futrze Leopolda von Sacher-Masocha. Zespół tworzyli:
- Thom Yorke
- Jonny Greenwood
- David Gray
- Bernard Butler
- Andy Mackay

Lista utworów:
1. Brian Eno: "Needle In The Camel's Eye" (Brian Eno/Phil Manzanera) – 3:09
2. Shudder To Think: "Hot One" (Nathan Larson/Shudder To Think) – 3:04
3. Placebo: "20th Century Boy" (Marc Bolan) – 3:42
4. Venus in Furs (wokal Thom Yorke): "2HB" (Bryan Ferry) – 5:39
5. Wylde Ratttz (wokal Ewan McGregor): "T.V. Eye" (Dave Alexander/Scott Asheton/Ron Asheton/Iggy Pop) – 5:24
6. Shudder To Think: "Ballad of Maxwell Demon" (Craig Wedren/Shudder to Think) – 4:47
7. Grant Lee Buffalo: "The Whole Shebang" (Grant-Lee Phillips) – 4:11
8. Venus in Furs (wokal Thom Yorke): "Ladytron" (Bryan Ferry) – 4:26
9. Pulp: "We Are The Boys" (Cocker/Banks/Doyle/Mackey/Webber) – 3:13
10. Roxy Music: "Virginia Plain" (Bryan Ferry) – 3:00
11. Teenage Fanclub & Donna Matthews: "Personality Crisis" (David Johansen/Johnny Thunders) – 3:49
12. Lou Reed: "Satellite Of Love" (Lou Reed) – 3:41
13. T. Rex: "Diamond Meadows" (Marc Bolan) – 2:00
14. Paul Kimble & Andy Mackay: "Bitter's End" (Bryan Ferry) – 2:13
15. Venus in Furs (wokal Jonathan Rhys Meyers): "Baby's On Fire" (Brian Eno) – 3:19
16. Venus in Furs (wokal Thom Yorke): "Bitter-Sweet" (Andy Mackay/Bryan Ferry) – 4:55
17. Carter Burwell: "Velvet Spacetime" (Carter Burwell) – 4:10
18. Venus in Furs (wokal Jonathan Rhys Meyers): "Tumbling Down" (Steve Harley) – 3:28
19. Steve Harley: "Make Me Smile (Come Up and See Me)" (Steve Harley) – 3:59

## Nagrody
- BAFTA: najlepsze kostiumy, Sandy Powell, 1999.
- Cannes Film Festival: najlepszy wkład artystyczny, Todd Haynes, 1998.
- Edinburgh International Film Festival: Channel 4 Director's Award, Todd Haynes, 1998.
- Independent Spirit Awards: najlepsze zdjęcia, Maryse Alberti, 1999.

## Nominacje
- Oscar: najlepsze kostiumy, Sandy Powell, 1999.
- BAFTA: najlepsza charakteryzacja, Peter King, 1999.
- Cannes: Złota Palma, Todd Haynes, 1998.
- GLAAD Media Awards: wyróżniający się film, 1999.
- Independent Spirit Awards: najlepszy reżyser, Todd Haynes oraz najlepsza rola/postać: Christine Vachon, 1999.
- London Critics Circle Film Awards: ALFS Award, najlepszy brytyjski debiut, Jonathan Rhys-Meyers, 1999.
- Motion Picture Sound Editors Awards: Golden Reel Award, najlepszy montaż dźwięku/muzyka, Annette Kudrak, Todd Kasow, 1999.